# Австралийская и Новозеландская епархия
Австралийская и Новозеландская епархия (рум. Episcopia Ortodoxă Română a Australiei și a Noii Zeelande) — епархия Румынской православной церкви с центром в городе Мельбурн.
Правящий архиерей — епископ Австралийский и Новозеландский Михаил (Филимон) (с 29 июня 2008 года).

## История
Первый приход Румынской православной церкви в Австралии был основан в 1970 году в Мельбурне. Со временем приходу удалось купить бывшую англиканскую церковь, в которой был обустроен православный храм во имя святых апостолов Петра и Павла (ныне кафедральный собор епархии). Также в 1970-х годах появились приходы в Сиднее и Аделаиде. Постепенно приходы росли и выкупали опустевшие храмы других конфессий.
Епархия основана решением Священного синода Румынской православной церкви от 23 октября 2007 года. 24 февраля 2008 года состоялось первое епархиальное собрание, на котором был утверждён устав епархии. 5 марта 2008 года Синод избрал архимандрита Михаила (Филимона) епископом Австралийским и Новозеландским. 20 апреля того же года в Константино-Еленинском патриаршем соборе Бухареста состоялась его архиерейская хиротония, а 29 июня он был возведён на кафедру в Петропавловском соборе Мельбурна.

## Приходы
Благочиние Австралии:

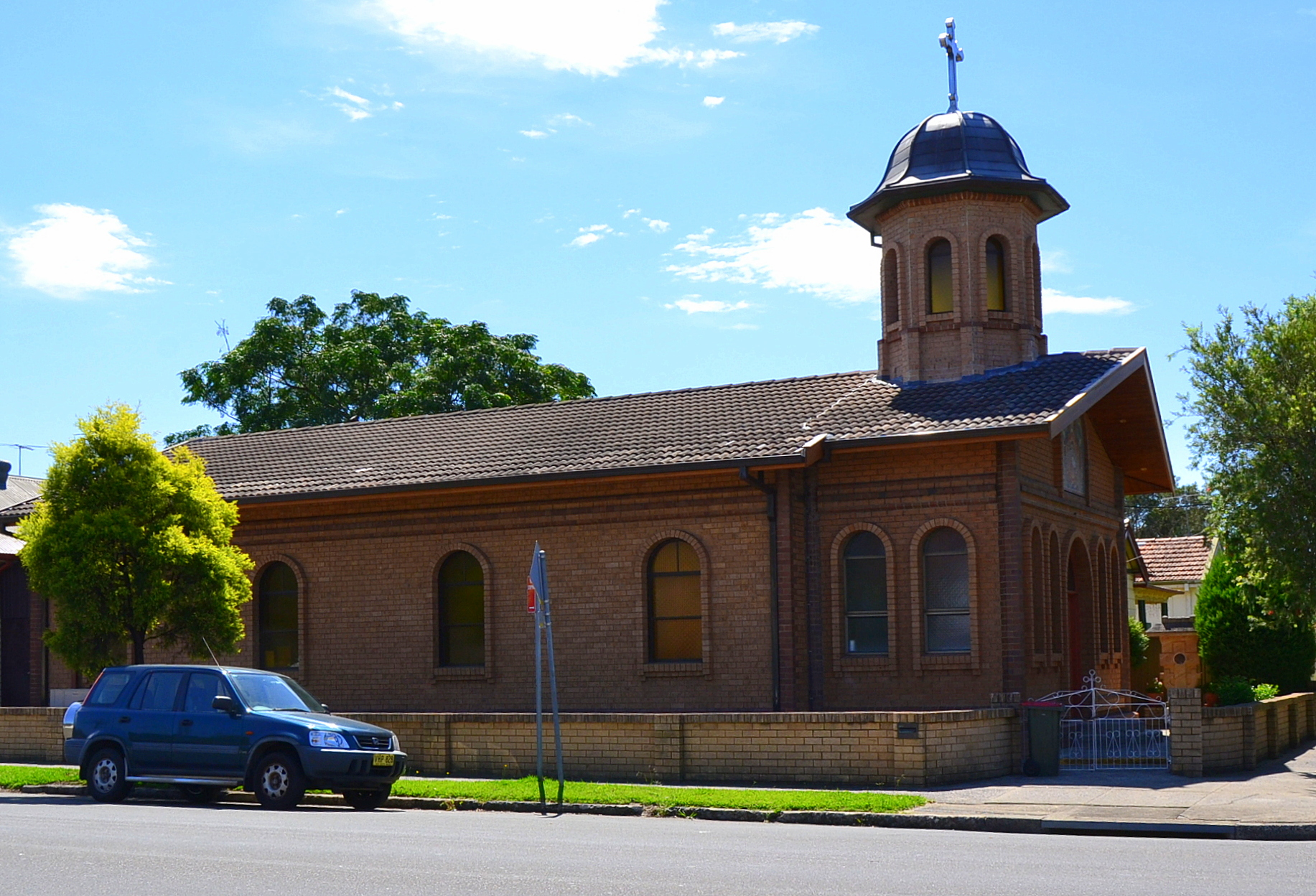
Церковь Святой Марии в Сиднее

- Приход Святых Апостолов Петра и Павла в Мельбурне
- Приход Святой Марии в Сиднее
- Приход Святого Николая в Аделаиде
- Приход Святого Димитрия в Брисбене
- Приход Святого Иоанна Предтечи в Сиднее
- Приход Святой Троицы в Перте
- Приход Святого Григория Богослова в Сиднее
- Приход Святых Мучеников Брынковенских в Сиднее
- Приход Святого Апостола Фомы в Данденонге
- Приход Святого Апостола Андрея в Ньюкасле
- Приход Святого Апостола Филиппа в Брисбене
- Приход Святого Спиридона Тримифунтского в Кэрнсе
- Приход Святой Филофеи Арджешской в Бэйсуотере
- Приход Святых Трёх Иерархов в Канберре

Благочиние Новой Зеландии:
- Приход Святой Марии в Веллингтоне
- Приход Святого Игнатия Богоносца в Окленде
- Приход Успения Пресвятой Богородицы в Крайстчерче
- Приход Святого Георгия в Гамильтоне
- Приход Святого Архидиакона Стефана в Ашбертоне

## Монастыри
В Мельбурне действует монастырь в честь иконы Божией Матери «Живоносный Источник».

## Архиереи
- Михаил (Филимон) (с 29 июня 2008 года)